# Ludwig Nohl
Ludwig Nohl (5. prosince 1831, v Iserlohn – 15. prosince 1885, Heidelberg) byl německý hudební učenec a spisovatel.

## Dílo

### Für Elise
V roce 1865 objevil v Mnichově Beethovenovu skladbu Für Elise (Pro Elišku), kterou o dva roky později zveřejnil tiskem.

### Knižní vydání
Česky:
- Mozart (přeložil Josef Zcíšil, Louny, Josef Rössler, 1908)

Německy:
- W.A. Mozart : ein Versuch aus der Aesthetik der Tonkunst (Heidelberg, Bangel und Schmitt, 1860)
- Musiker-Biographien 1–5. (Wagner, Liszt, Haydn, Mozart, Beethoven), (Leipzig, P. Reclam, 1879–1886)
- Das moderne Musikdrama – für gebildete Laien (Wien und Teschen, Karl Prochaska, 1884)